# S-21：赤柬殺人機器
《S21：赤柬殺人機器》（法語：S-21, la machine de mort Khmère rouge，又譯《S-21：紅色高棉殺人機器》）是一部2003年法國和柬埔寨合資拍攝的紀錄片，由潘禮德執導。該片講述紅色高棉時期的大屠殺，並在已改建為吐斯廉屠殺博物館的S-21集中營舊址拍攝。

## 內容
1975年，紅色高棉成立民主柬埔寨。在波爾布特的統治之下，紅色高棉進行大屠殺，奪去200萬人的性命。其中S-21集中營被視為紅色高棉最主要的拘留中心，有17,000人死於該地，只有少數人生還。
其中一個生還者、畫家萬恩·納特、另一個生還者准·梅與當年一班獄卒和审讯人员在已改建為吐斯廉屠殺博物館的S-21集中營舊址重聚。兩名生還者憶述其在集中營遭到逮捕、审讯、折磨、被迫承認反革命叛国罪的經過。他們甚至表示，即使只是談戀愛，都會被國家視作犯罪。他們在集中營中被迫與屍體共睡多個小時，獄卒亦將蟋蟀放進他們口內，然後虐打他們直至吐出蟋蟀為止。他們在集中營面臨饥饿，亦飽受羞辱，十分痛苦。
其後獄卒亦回憶表示他們盤問和虐待所用的方法。他們亦重演當年對待集中營囚犯的行徑。

## 反響
《S21：赤柬殺人機器》在第56屆坎城影展首映，並獲得弗朗索瓦·多萊獎。該片亦獲得2003年哥本哈根電影節评审团大奖、2003年莱比锡电影节國際影評人協會獎和2004年同一个世界电影节最佳導演及瓦茨拉夫·哈维尔獎，該電影亦在2004年紐約電影節時首次在北美洲上映。
在爛番茄中，該片獲得97%的新鮮度，平均評分為10分中取得7.7分。《紐約時報》的一篇文章表示，導演運用受害者以迎合主題，而萬恩·納特的經歷就是去證明大屠殺的恐怖。而《華盛頓郵報》的文章則說，導演在畫家說不出的行為中發揮他应有的作用，這是一件困難的事情。而導演打算在这部引人注目、令人心碎的电影中說出這個任務，而這個任務已經在選擇簡單面對證人之下下滿足。而紅色高棉官員喬森潘看完電影後，亦決定承認自己執行過大屠殺的命令。